# The Thomson Motor Car Company
The Thomson Motor Car Company Ltd war ein australischer Hersteller von Automobilen.

## Unternehmensgeschichte
Herbert Thomson aus Armadale bei Melbourne entwickelte ab 1895 einen Dampfwagen, der 1896 oder 1898 seine erste Fahrt machte. 1899 oder 1900 gründete er das Unternehmen und begann mit der Produktion von Automobilen. Der Markenname lautete Thomson. Obwohl er 150 Aufträge erhielt, fertigte er nur zwölf Fahrzeuge. Melbourne Fire Brigade, Melbourne Post Office und Tamworth Shire Council nahmen jeweils zwei Fahrzeuge ab. Die restlichen sechs Fahrzeuge gingen an private Käufer. 1904 endete die Produktion.

## Fahrzeuge
Im Angebot standen Dampfwagen. Im Prototyp leistete der Dampfmotor 5 PS, in der Serienausführung mit zwei Zylindern 10 PS. Die Fahrzeuge boten Platz für vier Personen, beim Prototyp in Vis-à-vis-Anordnung.